# Hogna bhougavia
Hogna bhougavia är en spindelart som beskrevs av Roewer 1960. Hogna bhougavia ingår i släktet Hogna och familjen vargspindlar.
Artens utbredningsområde är Afghanistan. Inga underarter finns listade i Catalogue of Life.